# Католицизм в Косове и Метохии

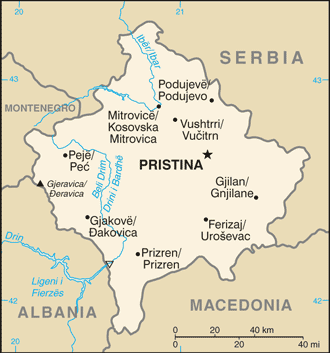
Карта Косово

Католици́зм в Ко́сове или Ри́мско-Католи́ческая Це́рковь в Косове является частью всемирной Католической церкви. В настоящее время в Косове проживает около 65000 католиков, что составляет около 3 % от общего числа населения.

## История
На территории Косово сегодня действуют 23 католических прихода, которые объединены апостольской администратурой Призрена, которая была образована Святым Престолом 24 мая 2000 года. Апостольская администратура Призрена подчиняется непосредственно Святому Престолу. Центр апостольской администратуры находится в Призрене, где располагается кафедральный собор Пресвятой Девы Марии Неустанной Помощи. Первым ординарием апостольской администратуры Призрена был епископ Марко Сопи. В настоящее время ординарием является епископ Дода Герги.
В настоящее время Ватикан не имеет дипломатических отношений с Косово. 10 февраля 2010 года Святой Престол назначил нунция в Словении архиепископа Юлиуша Януша апостольским делегатом в Косово.

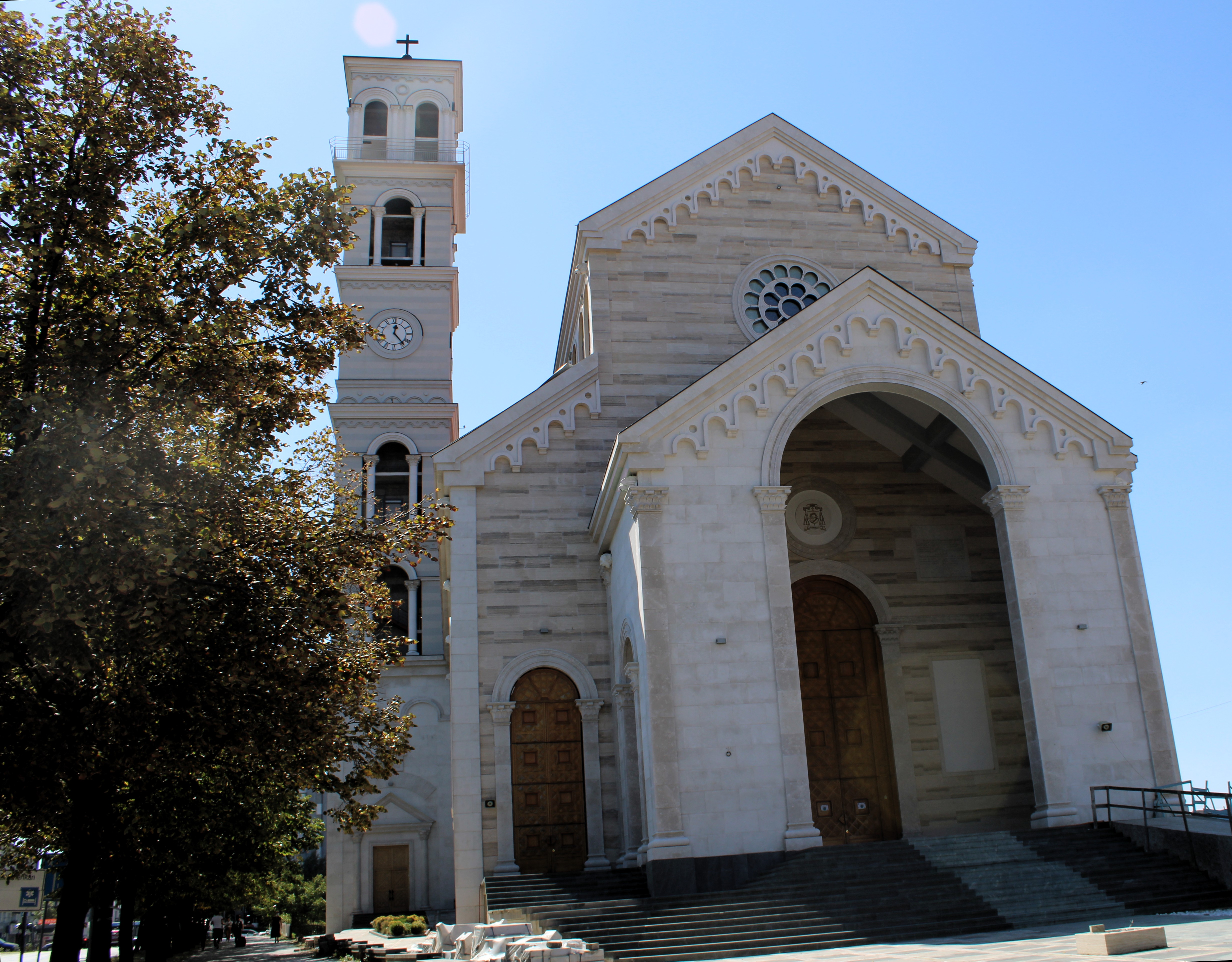
Собор Святой Терезы Калькутской